# Cuthonidae
Cuthonidae zijn een familie van weekdieren uit de klasse van de Gastropoda (slakken).

## Geslachten
- Bohuslania Korshunova, Lundin, Malmberg, Picton & Martynov, 2018
- Cuthona Alder & Hancock, 1855
  - = Njurja Er. Marcus & Ev. Marcus, 1960
  - = Precuthona Odhner, 1929
  - = Xenocratena Odhner, 1940